# Horní Bříza
Horní Bříza (in tedesco Ober Birken) è una città della Repubblica Ceca facente parte del distretto di Plzeň-sever, nella regione di Plzeň.